# Johan Puke
Johan Puke, född 1726  (döpt 26 oktober) i Klinte socken på Gotland, död (avrättad) 23 juli 1756 på Riddarholmen i Stockholm, var en svensk militär.

## Biografi
Johan Puke var son till strandridaren i Klintehamn Mathias Puke. Han började sin bana som militär och var 1744 sergeant i artilleriet. Kort därpå övergick han i holländsk tjänst och avancerade där till kapten. Under sin tid i Nederländerna lärde han känna Johan Ludvig Hård och båda deltog i den statskupp som förde Vilhelm IV av Oranien till makten. 
Puke återkom till Sverige omkring 1755, och placerades på sin gamla tjänst som sergeant, vilket väckte ett starkt missnöje hos honom mot den styrande regeringen i Sverige. Genom kontakter via Hård kom Puke snart i förbindelse med hovet närstående kretsar, som planerade att vid den 1755 inledda riksdagen åstadkomma en utvidgning av kungens makt. Hans erfarenheter från kuppen i Nederländerna, gjorde att det ansågs lämpligt att göra honom delaktig i planerna. I början av 1756 sändes Puke till Berlin med Lovisa Ulrikas juveler, som där skulle pantsättas, för att drottningen på så sätt skulle få möjlighet att finansiera kuppen. 
Efter Pukes återkomst till Stockholm, och sedan motsättningarna mellan hovet och hattpartiet skärpts, började planerna ta alltmer fast form. I mitten av juni 1756 ansågs det nödvändigt att skaffa skarp ammunition, och tillsammans med Erik Brahe, begav de sig till dennes gods Rydboholms slott, där en stor mängd skarpa patroner tillverkades. Då statskuppen i Stockholm startade tidigare än avsett, fick Puke till uppgift att om möjligt hejda dess vidare utveckling, ett uppdrag som han ganska motvilligt skall ha åtagit sig. Det var dock för sent, planen var röjd, och Puke häktades 22 juni.
Eftersom han nekade till att vara inblandad togs han till Tjuvakällaren för att avtvingas en bekännelse. Där kläddes han av och hängdes upp mot en kall stenvägg, men fortsatte att bedyra sin oskuld. Då fördes han till det fruktade pinorummet Rosenkammaren. Även där hängdes han upp i järnkedjor, ensam, i totalt mörker. När han togs därifrån var han i så dåligt skick att läkarna fruktade för hans liv. I detta tillstånd, inför hotet att hängas upp igen, erkände han sin delaktighet i kuppförsöket, och dömdes 17 juli till döden genom halshuggning.
Han var inte gift. Med Maria Regina Branting fick han sonen Johan af Puke.